# Seseli tommasinii
Seseli tommasinii är en flockblommig växtart som beskrevs av Heinrich Gustav Reichenbach. Seseli tommasinii ingår i släktet säfferötter, och familjen flockblommiga växter. Inga underarter finns listade i Catalogue of Life.